# Robert Mambo Mumba
Robert Mambo Mumba (ur. 25 października 1978 w Mombasie) – kenijski piłkarz grający na pozycji pomocnika.

## Kariera klubowa
Karierę piłkarską Mambo Mumba rozpoczął w klubie Coast Stars FC z rodzinnej Mombasy. W 1997 roku zadebiutował w jego barwach w kenijskiej Premier League. W Coast Stars grał do 2000 roku, a na początku 2001 roku trafił do belgijskiego KAA Gent. Nie zdołał jednak zadebiutować w pierwszej lidze i latem tamtego roku odszedł do trzecioligowego KRC Gent-Zeehaven. Z kolei w sezonie 2002/2003 ponownie grał w Coast Stars, a latem 2003 wrócił do Gent. Zadebiutował w nim 4 października 2003 w meczu z Excelsiorem Mouscron i łącznie w Gent rozegrał 5 meczów.
W 2004 roku Mambo Mumba przeszedł do szwedzkiego Örebro SK. W lidze szwedzkiej swój debiut zanotował 17 maja 2004 w spotkaniu z AIK Fotboll (2:1). W Örebro grał przez rok.
W 2005 roku Kenijczyk został piłkarzem Vikinga, grającego w pierwszej lidze norweskiej. W niej zadebiutował 10 kwietnia 2005 w wygranym 2:1 domowym meczu z FK Bodø/Glimt. Zawodnikiem Vikinga był do lata 2006 i wtedy też odszedł do BK Häcken z Göteborga (debiut: 17 lipca 2006 w zwycięskim 3:1 wyjazdowym meczu z Helsingborgiem), z którym na koniec sezonu spadł do drugiej ligi.
W 2008 roku Mambo Mumba ponownie zmienił klub i przeszedł z Häcken do GIF Sundsvall. Zadebiutował w nim 31 marca 2008 w meczu z Helsingborgiem (0:3). Jesienią tamtego roku spadł z GIF do drugiej ligi. Następnie grał w takich klubach jak: Umeå FC, Dalkurd FF, FC Gute, Levide IF, Ekerö IK, Dalhem IF i FC Copa Visby.
| Sezon   | Klub              | Kraj     | Rozgrywki      | Mecze | Bramki |
| ------- | ----------------- | -------- | -------------- | ----- | ------ |
| 1997    | Coast Stars FC    | Kenia    | Premier League | ?     | ?      |
| 1998    | Coast Stars FC    | Kenia    | Premier League | ?     | ?      |
| 1999    | Coast Stars FC    | Kenia    | Premier League | ?     | ?      |
| 1999    | Coast Stars FC    | Kenia    | Premier League | ?     | ?      |
| 2000/01 | KAA Gent          | Belgia   | Eerste Klasse  | 0     | 0      |
| 2001/02 | KRC Gent-Zeehaven | Belgia   | Derde Klasse   | ?     | ?      |
| 2002/03 | Coast Stars FC    | Kenia    | Premier League | ?     | ?      |
| 2003/04 | KAA Gent          | Belgia   | Eerste Klasse  | 5     | 0      |
| 2004    | Örebro SK         | Szwecja  | Allsvenskan    | 12    | 1      |
| 2005    | Viking FK         | Norwegia | Tippeligaen    | 13    | 4      |
| 2006    | Viking FK         | Norwegia | Tippeligaen    | 6     | 1      |
| 2006    | BK Häcken         | Szwecja  | Allsvenskan    | 15    | 4      |
| 2007    | BK Häcken         | Szwecja  | Superettan     | 27    | 8      |
| 2008    | GIF Sundsvall     | Szwecja  | Allsvenskan    | 24    | 6      |
| 2009    | GIF Sundsvall     | Szwecja  | Superettan     | 16    | 1      |
| 2010    | Umeå FC           | Szwecja  | Division 1     | 14    | 4      |
| 2011    | Dalkurd FF        | Szwecja  | Division 1     | 25    | 15     |
| 2012    | Dalkurd FF        | Szwecja  | Division 1     | 10    | 4      |
| 2013    | Dalkurd FF        | Szwecja  | Division 1     | 1     | 0      |
| 2014    | FC Gute           | Szwecja  | Division 2     | 20    | 8      |
| 2015    | FC Gute           | Szwecja  | Division 2     | 24    | 8      |
| 2016    | FC Gute           | Szwecja  | Division 2     | 23    | 2      |
| 2017    | Levide IF         | Szwecja  | Division 4     | 3     | 4      |
| 2017    | Ekerö IK          | Szwecja  | Division 4     | 4     | 0      |
| 2018    | Dalhem IF         | Szwecja  | Division 5     | 9     | 5      |
| 2019    | FC Copa Visby     | Szwecja  | Division 4     | 8     | 8      |

## Kariera reprezentacyjna
W reprezentacji Kenii Mambo Mumba zadebiutował 8 kwietnia 2000 w przegranym 0:2 meczu eliminacji do MŚ 2002 z Malawi. W tym samym roku został powołany do kadry na Puchar Narodów Afryki 2004. Tam rozegrał 3 mecze: z Mali (1:3), z Senegalem (0:3) i z Burkina Faso (3:0). Od 2000 do 2009 rozegrał w kadrze narodowej 59 meczów i strzelił 13 goli.